# Street Sounds Electro 8
Street Sounds Electro 8 er det ottende opsamlingsalbum i en serie og blev udgivet i 1985 af StreetSounds. Albummet udkom som LP-plade og kassettebånd og består af otte electro og old school hip hop numre mixet af Herbie Laidley.

## Sporliste
| 1. | "The Battle"                  | Sparky Dee vs. The Playgirls | -:-- |
| 2. | "The DMX Will Rock (Rap Mix)" | Davy DMX                     | -:-- |
| 3. | "Confusion"                   | Aleem                        | -:-- |
| 4. | "D.E.F Momentum"              | D.E.F                        | -:-- |

| 1. | "Marley Marl Scratch"            | Marley Marl featuring M.C. Shan | -:-- |
| 2. | "Girls"                          | The B-Boys                      | -:-- |
| 3. | "Wrong Girls To Play With (Dub)" | Papa Austen With The Great Peso | -:-- |
| 4. | "D.J Cuttin"                     | N.Y.C Cutter                    | -:-- |